# Surques
Surques är en kommun i departementet Pas-de-Calais i regionen Hauts-de-France i norra Frankrike. Kommunen ligger i kantonen Lumbres som tillhör arrondissementet Saint-Omer. År 2022 hade Surques 631 invånare.

## Befolkningsutveckling
Antalet invånare i kommunen Surques
| Referens: INSEE |